# Gulab Singh
Gulab Singh (Jammu, 18 ottobre 1792 – Jammu, 30 giugno 1857) è stato il primo maharaja dello stato di Jammu e Kashmir.
Dopo la sconfitta dei Sikh nella prima guerra anglo-sikh, Gulab, che aveva prestato servizio come primo ministro nell'impero sikh, ricevette dagli inglesi le terre del Kashmir sulla base del Trattato di Lahore per il prezzo di 7 500 000 rupie.

## Biografia

### I primi anni

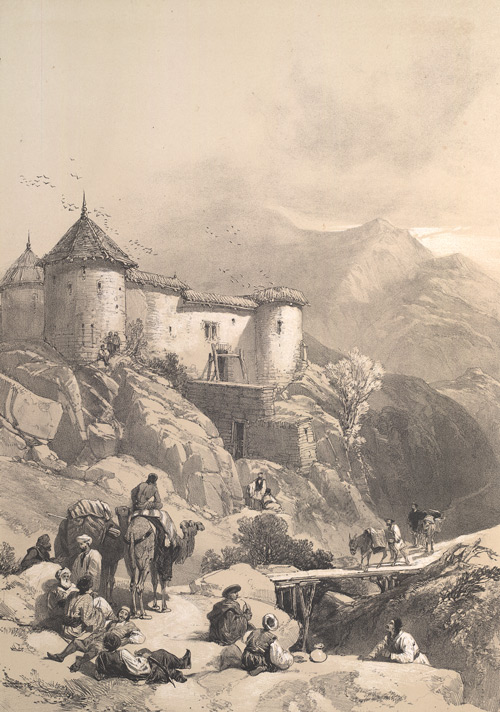
Il forte del maharaja Gulab Singh, in un disegno del 1846.

Gulab Singh nacque il 18 ottobre 1792 nella famiglia Dogra. Suo padre, Kishore Singh, era un parente alla lontana di Jit Singh, il raja di Jammu. Gulab Singh crebbe sotto la tutela del padre e del nonno, Zorawar Singh, dai quali apprese l'arte di cavalcare e l'amministrazione. Nel 1808, quando l'esercito sikh del Maharaja Ranjit Singh invase Jammu, il sedicenne Gulab Singh combatté a fianco dei guerrieri della sua famiglia nell'infruttuosa difesa di Jammu. A seguito di questa sconfitta, il raja di Jammu mantenne ancora la propria autonomia, ma il suo stato divenne tributario dell'Impero sikh. Nel 1809, Gulab Singh si rivolse a Kabul per entrare nell'esercito del re afghano Shah Shuja come mercenario. Quando i suoi uomini si rifiutarono di attraversare l'Indo, egli decise a questo punto di rivolgersi a Sardar Nihal Singh Attariwala, distinguendosi in diverse campagne militari tra cui la conquista di Multan (1816). Egli guidò inoltre una campagna indipendente nel 1816 per conquistare il villaggio collinare di Reasi.
Nel 1816, a seguito di un nuovo conflitto, Jammu venne annessa da Ranjit Singh. Raja Jit Singh, che venne espulso, trovò rifugio nell'India britannica e ricevette poi in appannaggio la residenza di Akhrota. Ranjit Singh nominò un governatore per amministrare i nuovi territori conquistati che nel 1819 vennero espansi con l'annessione del Kashmir ai territori dei sikh. Nel 1820, come apprezzamento per gli sforzi compiuti nel suo esercito, Ranjit Singh concesse la regione di Jammu come feudo ereditario a Kishore Singh.
Nel 1821, Gulab Singh catturò Rajouri ad Aghar Khan e Kishtwar dal raja Tegh Muhammad Singh. In quello stesso anno Gulab Singh prese parte alla conquista sikh di Dera Ghazi Khan. Egli inoltre catturò e giustiziò un suo parente, Mian Dido Jamwal, che si era posto a capo di una ribellione contro i sikhs.

### Raja di Jammu

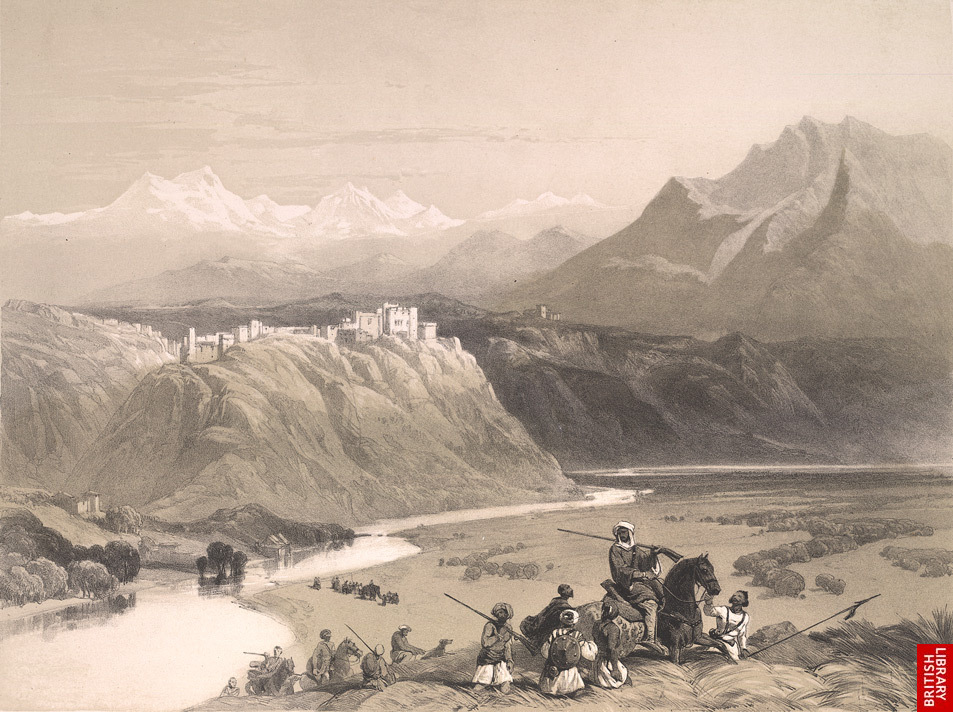
Il palazzo del maharaja Gulab Singh, sulle rive del Chenab, presso Jammu, metà del XIX secolo.

Kishore Singh morì nel 1822 e Gulab Singh venne confermato quale Raja di Jammu dal sovrano sikh, Ranjit Singh.  Poco dopo, Gulab Singh si assicurò la dichiarazione formale di rinuncia al trono da parte di un suo parente, il deposto raja Jit Singh.

### Intrigo a Lahore
Nel 1824 Gulab Singh catturò il forte di Samartah, presso il lago sacro di Mansar. Nel 1827 egli accompagnò il comandante in capo sikh Hari Singh Nalwa, durante la Battaglia di Shaidu ove sconfisse un'orda di ribelli afghani guidati da Sayyid Ahmed. Tra il 1831 ed il 1839, Ranjit Singh concesse a Gulab Singh lo jagir (diritto) sulle miniere di sale del Punjab settentrionale, presso i villaggi di Bhera, Jhelum, Rohtas e Gujrat.
Alla morte di Ranjit Singh nel 1839, Lahore divenne un centro di cospirazioni ed intrighi nei quali vennero coinvolti anche Gulab e due dei suoi fratelli. Questi si erano segretamente alleati con l'Impero britannico per ottenere un governo indipendente e si opponevano ai Sindhanwalias. Il loro più grande successo fu quello di porre l'amministrazione nelle mani del principe Nau Nihal Singh con Raja Dhian Singh quale primo ministro. Ad ogni modo nel 1840, durante la processione funeraria del padre Kharak Singh, Nau Nihal Singh assieme a Udham Singh, figlio di Gulab Singh morirono quando un vecchio cancello crollò su di loro.
Nel gennaio del 1841 Sher Singh, figlio di Ranjit Singh, tentò di ottenere il trono di Lahore ma venne respinto dai fratelli Singh di Jammu. La difesa del forte principale dell'area era stata affidata a Gulab Singh che si servì per l'occasione di Alexander Gardner, famoso comandante d'artiglieria europeo.
Dopo la sigla della pace da ambo le parti, Gulab Singh ed i suoi uomini si portarono alla conquista del forte di Mangla (presso l'attuale Mangla Dam, non lontano dal fiume Jhelum).

### Scontri con le tribù afghane
Nel 1837, dopo che delle armate afghane avevano attaccato il forte sikh di Jamrud con uno scontro locale, il maharaja Ranjit Singh inviò Gulab Singh e suo fratello Dhyan Singh come rinforzi della Frontiera Nord-Occidentale (nell'attuale Pakistan): Dhyan Singh procedette verso il passo di Khyber, il principe Akbar Khan dell'Afghanistan spostò le sue armate a Kabul all'arrivo di Dhyan Singh e Gulab Singh stesso poté entrare senza fatica nella regione di Khyber Pakhtunwa dove alcuni uomini capeggiati da Painda Khan Afridi erano scoppiati in rivolta dopo l'uccisione di Hari Singh Nalwa a passo Khyber. Il maharaja Ranjit Singh ordinò al rajah Gulab Singh di reprimere la rivolte nella regione e pertanto egli procedette alla testa di 10 000 uomini verso Hazara, causando il ritiro delle truppe ribelli nelle regioni montuose locali con le proprie famiglie, mentre Gulab appiccava incendi nelle loro case.

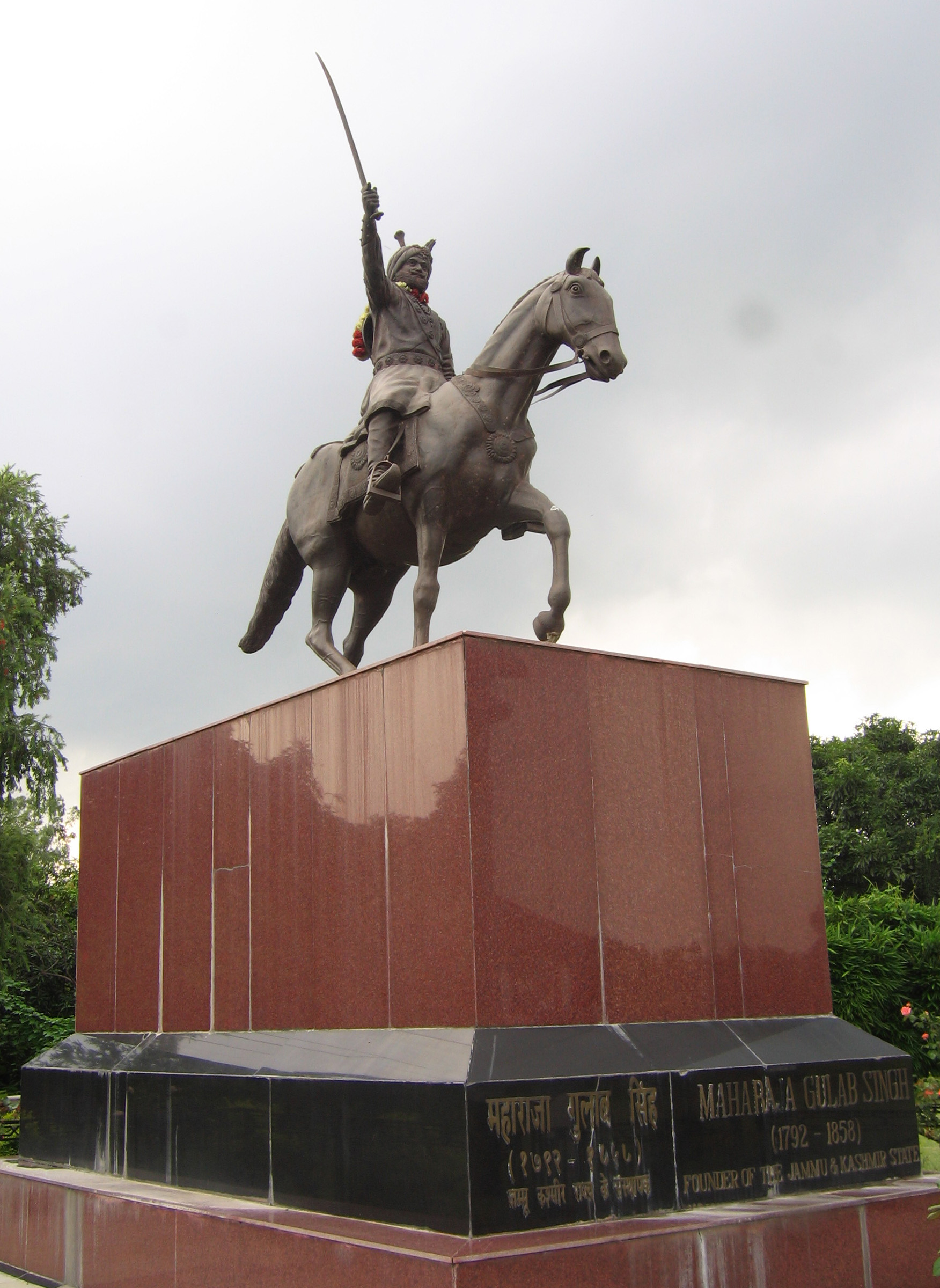
Statua di Gulab Singh al Palazzo Amar Mahal.

### L'avventura trans-himalayana
In quel tempo, inoltre, l'esercito della tribù Dogra si impegnò nella conquista trans-himalayana. Il generale Zorawar Singh, governatore di Kishtwar, aveva conquistato la valle del Suru e Kargil (1835), la parte restante del Ladakh (1836–40), ed il Baltistan (1840). Queste conquiste avevano allarmato Mian Singh, il governatore sikh del Kashmir, che informò il principe Nao Nihal Singh che “Zorawar Singh, agente del raja Gulab Singh, stava conquistando completamente il Baltistan” (Punjab Akhbars, 20 luglio 1840). La campagna militare dei Dogra minò le posizioni dei sikh nel Kashmir e nel Gilgit e si rivolse poi alla conquista del Tibet (vedi Guerra dogro-tibetana).
Nel maggio del 1841, l'esercito Dogra di 5 000 uomini con altri 2 000 provenienti da Kishtwaris, Ladakh e Baltis avanzarono in tre divisioni verso est. Vincendo tutte le opposizioni tibetane essi posero la loro base a Taklakot presso il lago sacro di Manasarovar nel settembre del 1841, dopo aver attraversato per 450 chilometri la frontiera indiana. I tibetani attesero il freddo inverno di quell'anno dove molte truppe indiane morirono per attaccare infine il 12 dicembre 1841 le forze di Gulab Singh, costringendole alla ritirata strategica. Gulab Singh, che era nel frattempo impegnato nella campagna in Afghanistan della Guerra anglo-sikh, venne informato del disastro da Henry Lawrence.
I tibetani invasero quindi Ladakh ma vennero sconfitti dai Dogra nella Battaglia di Chushul e venne siglato il Trattato di Chushul.

### Il riconoscimento come maharaja

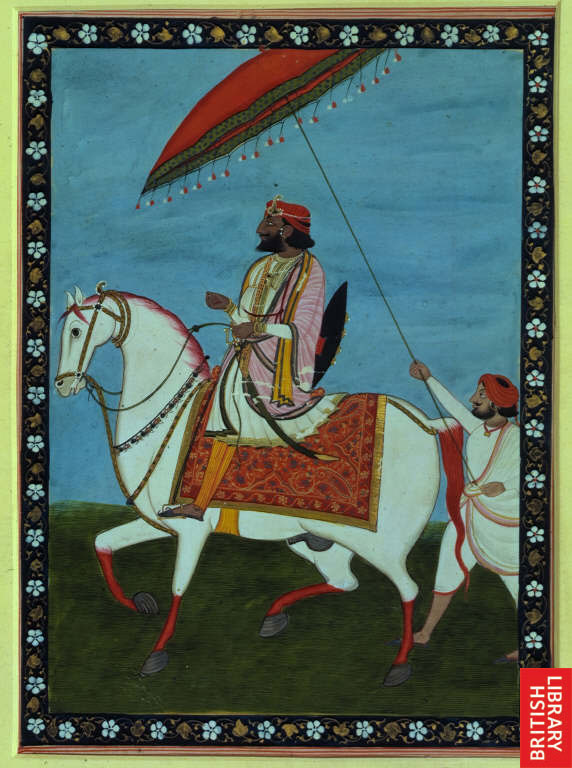
Il maharaja Gulab Singh a cavallo di uno stallone. 1840-45 circa.

Nel frattempo i continui intrighi a Lahore portarono all'uccisione di Raja Dhian Singh e del maharaja sikh Sher Singh nel 1842. Successivamente il fratello minore di Gulab Singh, Suchet Singh, e suo nipote, Hira Singh, vennero anch'essi uccisi. Così facendo l'amministrazione collassò e per di più i soldati iniziarono a protestare per i mancati pagamenti degli stipendi mensili. Nel 1844 la corte di Lahore richiese l'invasione di Jammu per estorcere denaro a Gulab Singh, reputato il più ricco raja a nord del fiume Sutlej.
Ad ogni modo Gulab Singh agì con furbizia e tramite una serie di regalìe riuscì ad evitare l'invasione ed a negoziare con la corte di Lahore. Questi negoziati imposero il pagamento di un'indennità di 27 000 rupie al raja. Nelle successive guerre anglo-sikh, Gulab Singh si alleò segretamente con gli inglesi dando loro informazioni sull'esercito sikh. Sotto i termini del Trattato di Lahore la corte di Lahore venne infine costretta a trasferire il governo di Jammu completamente nelle mani di Gulab Singh che fondò così uno stato indipendente.
Alla ricerca di risorse per occupare altre regioni, gli inglesi riconobbero Gulab Singh come maharaja indipendente, ma a loro tributario di 75 000 rupie come indennità di guerra. I cortigiani arrabbiati di Lahore (in particolare il sikh battezzato Lal Singh) incitarono dunque il governatore del Kashmir a ribellarsi a Gulab Singh ma questa rivolta venne schiacciata, grazie in gran parte all'azione di Herbert Edwardes, assistente del Residente a Lahore.
Il nuovo status delle cose venne formalizzato col Trattato di Amritsar del 1846. Nella Seconda guerra anglo-sikh del 1849 egli si dimostrò molto aperto di vedute, permettendo ai soldati sikh della sua armata di andare a combattere per la loro nazione. I trattati di Chushul e Amritsar definirono i confini del regno di Jammu ad est, sud e ovest ma i confini a nord non erano ancora definiti correttamente. Nel 1850 il forte di Chilas venne acquisito. Il Gilgit venne perso in una ribellione nel 1852 ma poi recuperato l'anno successivo dal figlio di Gulab.
Il maharaja Gulab Singh morì il 30 giugno 1857 e venne succeduto da suo figlio, Ranbir Singh.